# Marquesado de Tenorio
El marquesado de Tenorio es un título nobiliario español creado en 2 de octubre de 1642, con real despacho el 13 de junio de 1644, por el rey Felipe IV a favor de Juan Fernández de Sotomayor y Lima. En la misma fecha, el rey concedió el título de conde de Crecente para su hijo primogénito, Baltasar de Sotomayor y Lima.
La denominación del título se refiere a la parroquia de Tenorio en el concello de Cerdedo-Cotobade, en la provincia de Pontevedra.

## Marqueses de Tenorio
|                                  | Titular                                                 | Periodo                |
| Creación por Felipe IV           | Creación por Felipe IV                                  | Creación por Felipe IV |
| -------------------------------- | ------------------------------------------------------- | ---------------------- |
| I                                | Juan Fernández de Sotomayor y Lima                      | 1642-¿?                |
| II                               | Fernando Yáñez Álvarez de Sotomayor y Lima              | ¿?-1705                |
| III                              | María de Sotomayor y Lima                               | 1705-1726              |
| IV                               | Félix Fernando Masones de Lima y Sotomayor              | 1726-1767              |
| V                                | Ana María de Masones de Sotomayor y Lima                | 1767-1789              |
| VI                               | Ignacio Jaime de Margens de Nin y Sotomayor             | 1767-1798              |
| VII                              | Mariana Nin y Zatrillas y Sotomayor                     | 1798-1847              |
| VIII                             | Vicente del Alcázar y Vera de Aragón                    | 1867--1878             |
| IX                               | Santiago del Alcázar y Nero                             | 1879-1891              |
| X                                | María de la Concepción del Alcázar y Nero               | 1892-1898              |
| XI                               | María de la Concepción Blanca del Collado y del Alcázar | 1898-1955              |
| Rehabilitación por Juan Carlos I |                                                         |                        |
| XII                              | María Eugenia Fitz-James Stuart y Gómez-Pablos          | 1984-actual titular    |

## Historia de los marqueses de Tenorio
- Juan Fernández de Sotomayor y Lima (Lisboa, ¿?-1670), I marqués de Tenorio[2] y I marqués de los Arcos ad personam.[3] Juan Fernández de Sotomayor y Lima era hijo de Lorenzo de Lima Brito Nogueira, VI vizconde de Vilanova de Cerveira en Portugal, y de Luisa de Távora Alcaçovas.[4]

Contrajo matrimonio, el 29 de octubre de 1639 en Ponte de Lima, con Francisca Luisa de Sotomayor y Abreu (m. 1666), II vizcondesa de Crecente y señora de la casa de Sotomayor, hija de Fernando Yáñez de Sotomayor, I vizconde de Crecente en 1627 y señor de la casa de Sotomayor, y de María de Abreu y Noroña, señora de Agra, hija de Lope Gómez de Abreu, señor de Agra, y de Teresa de Moscoso. Sucedió su hijo:
- Fernando Yáñez Álvarez de Sotomayor y Lima (m. 17 de julio de 1705), II marqués de Tenorio, III conde de Crecente[5] y I duque de Sotomayor.[6]

Casó, en Madrid (San Ginés), el 15 de diciembre de 1677 con Petronila de Chaves y Sotomayor (n. Trujillo), hija de Juan de Chaves y Sotomayor y de Ana de Mendoza. Sucedió su hermana:
- María de Sotomayor y Lima (m. Valladolid, 10 de diciembre de 1726), III marquesa de Tenorio,[8] IV condesa de Crecente y II duquesa de Sotomayor, grande de España.[6]

Casó con Gaspar Ramírez de Arellano y Pantoja, I conde de Peñarrubias. Sin descendientes, sucedió su sobrino,  hijo  de su hermana Juana de Sotomayor y Lima, nacida en Ceuta, y de su esposo, José Masones de Lima y Manca, natural de Cagliari, II conde de Montalbo de Aragón:
- Félix Fernando Masones de Lima y Sotomayor (Cagliari, 3 de diciembre de 1684-Madrid, 18 de diciembre de 1767),[8] IV marqués de Tenorio,[11] V conde de Crecente,[11] III duque de Sotomayor, grande de España,[6] V conde de Montalbo de Aragón,  presidente del Consejo de las Órdenes, consejero de Estado y caballero de la Orden de Santiago.[8] Era el hijo  primogénito de José Masones de Lima y Manca, natural de Cagliari, II conde de Montalbo de Aragón,[8] y de Juana de Sotomayor y Lima, nacida en Ceuta,[9] hermana de las anteriores condesas de Crecente:

Casó, el 28 de enero de 1715, con su prima, María Laura Masones y Manca (m. 1741). Le sucedió su única hija:
- Ana María de Masones de Sotomayor y Lima (Cagliari, 19 de abril de 1718-1789), V marquesa de Tenorio,[11] VI condesa de Crecente, IV duquesa de Sotomayor, grande de España,[6] y VI condesa de Montalbo de Aragón.[11]

Casó, el 28 de abril de 1734, con Domingo Manuel Enríquez de Navarra, IV conde de Ablitas y X barón de Ezpeleta. Sin descendientes, sucedió su sobrino, hijo de su hermana María Félix Álvarez de Sotomayor Masones y Lima y de esposo Félix de Margens Nin y Manca, natural de Cerdeña, I conde del Castillo:
- Ignacio Jaime de Margens de Nin y Sotomayor (Cagliari, 18 de mayo de 1772-1798), VI marqués de Tenorio[13] VIII conde de Crecente,[14][15] VI duque de Sotomayor, grande de España III conde del Castillo y VI marqués de Tenorio.[13] No obtuvo la carta de sucesión en el condado de Montalbo de Aragón, título que quedó vacante hasta su rehabilitación.[11]

Casó con Lucía Luisa de Rojas y Miranda (m. 19 de julio de 1834), VI vizcondesa de Linares, X condesa de las Amayuelas, grande de España, X marquesa de Taracena, etc. Sin descendencia, sucedió su hermana:
- Mariana Nin y Zatrillas y Sotomayor (1778-10 de enero de 1847), VII marquesa de Tenorio, IX condesa de Crecente, VI duquesa de Sotomayor[6] y condesa de Montalbo de Aragón.

Casó en primeras nupcias, el 18 de abril de 1797, con Vicente Javier de Vera y Aragón y Bejarano, IV conde del Sacro Romano Imperio, conde de Requena. Contrajo un segundo matrimonio, el 23 de julio de 1806, con José María Contreras y Oviedo, marqués de Buscayolo en Italia, sin descendencia. Casó en terceras nupcias con Modesto Escosura y Fernández-Pola. sin descendencia.
De su primer matrimonio nacieron dos hijas: María Teresa y María Manuela de Vera Aragón Nin Zatrillas. Esta última falleció antes que su madre en 1839 y fue la VI marquesa de Peñafuerte. María Teresa de Vera Aragón y Nin Zatrillas (m. 1855), casada en 1819 con Juan Gualberto del Alcázar y Venero Bustamante, VI marqués del Valle de la Paloma, fue la II duquesa de la Roca, marquesa de Peñafuerte, marquesa de los Arcos, Sofraga y Villaviciosa, etc. Según Acuña y Rubio (2024, pp. 163 y 166), también fue condesa de Crecente, marquesa de Tenorio y de Coquilla. Sin embargo, según Soler Salcedo (2020, pp. 163), «la II Ducado de la Roca|duquesa de la Roca renunció a suceder en los títulos de su madre a favor de sus hijos Serapio y Gabriela, y del hijo de esta, su nieto Carlos, así como en el marquesado de Coquilla [...] a favor de su hijo Vicente»
En 1867, sucedió su nieto,
- Vicente del Alcázar y Vera de Aragón (Madrid, 10 de febrero de 1820-Madrid, 25 de julio de 1878), VIII marqués de Tenorio,[19] III duque de la Roca,[6] XI  marqués de Villaviciosa, marqués del Valle de la Paloma, marqués de Coquilla, XII conde de Requena y caballero de la Orden de Alcántara.

Casó, el 25 de agosto de 1841 en Madrid, con María de la Concepción del Nero y Salamanca (Madrid, 8 de diciembre de 1820-1889), hija de Felipe del Nero y Acevedo, conde de Castroponce y conde de Torrehermosa, y de Lorenza de Salamanca y Martínez de Pisón. Le sucedió su hijo en 1879:
- Santiago del Alcázar y Nero (Madrid, 10 de septiembre de 1846-París, 30 de noviembre de 1891),[21] IX marqués de Tenorio[22] XIV marqués de Sofraga,[23] IV duque de la Roca,[24] marqués del Valle de la Paloma, XIV conde de Requena[23] y senador por derecho propio.

Sin descendientes, sucedió su hermana en 1892:
- María de la Concepción del Alcázar y Nero (San Juan de Puerto Rico, 11 de enero de 1843-Madrid, 2 de septiembre de 1920), X marquesa de Tenorio,[25] XV marquesa de Sofraga,[25][26] XV condesa de Requena[25] condesa de Montalvo y marquesa del Valle de la Paloma.

Casó, el 17 de enero de 1870, con Fermín del Collado y Echagüe (1844-1912), II marqués de la Laguna, grande de España, I vizconde de Jarafe, senador por derecho propio, maestrante de Zaragoza, gran cruz de Carlos III, gentilhombre de cámara con ejercicio y servidumbre, hijo de José Manuel Collado y Parada, I marqués de la Laguna, grande de España, y ministro de Hacienda y Fomento, y de su esposa Leocadia de Echagüe y Aracues. En 1898, sucedió su hija a quien cedió el título:
- María de la Concepción Blanca del Collado y del Alcázar (m. 1955), XI marquesa de Tenorio.[28]

Sin descendencia, el título permaneció vacante hasta 1984 cuando fue rehabilitado por su sobrina-bisnieta:
Rehabilitado en 1984
- María Eugenia Fitz-James Stuart y Gómez-Pablos (m. 1 de marzo de 1946), XII marquesa de Tenorio[29][30] y XI condesa de Castroponce por cesión de su tío,[29] hija de Fernando Alfonso Fitz-James Stuart y Saavedra, duque de Peñaranda de Duero, XII conde de Montijo, dos veces grande de España, y XII marqués de Valderrábano, y de su esposa, Isabel Gómez-Pablos y Ruiz de Villegas.[31]

Casó el 3 de julio de 1967, con Juan Carlos de las Bárcenas y von Franz. Padres de Miguel (n. 1968), Hernando (n. 1970) y Esteban de las Bárcenas y Fitz-James Stuart.